# 根岸拓哉
根岸拓哉（1996年3月12日—），是一位日本埼玉縣出身的男演員，所屬事務所為渡邊娛樂，同時也屬於團體「D2」的成員之一，身高192公分。

## 略歷
- 2009年，在第22屆「JUNON SUPER BOY」中入圍決賽。
- 所屬事務所是渡邊娛樂，2010年4月後也成為由事務所旗下藝人所組成的團體「D2」成員之一[1]。
- 2013年，主演超人力霸王系列的《超人力霸王銀河》，在劇中扮演禮堂光的角色[2][3][4]。

## 演出
粗字為主演作品

### 電視劇
- Last money ～愛的價值～（日语：ラストマネー -愛の値段-） 最終話（2011年10月25日、NHK綜合）
- 白衣的眼淚（2013年4月8日 - 、東海電視台）
- 超人力霸王系列（東京電視台）
  - 超人力霸王銀河（2013年7月10日 - 12月18日）- 禮堂光
  - 超人力霸王銀河S（2014年7月15日 - 12月23日）- 禮堂光
  - 超人力霸王Fight Victory（2015年3月31日 - 6月23日）- 禮堂光
  - 超人力霸王X 第13話・第14話（2015年10月13日・10月20日）- 禮堂光
  - 超人力霸王大河 第1話（2019年7月6日）- 超人力霸王銀河（聲）
  - 超人新世代之星（2023年1月28日 - 2月11日）- 超人力霸王銀河（聲）
- D-BOYS ショートフィルムフェスティバル「10分な学級会」（2014年1月24日、朝日放送）
- 水曜ミステリー9（東京電視台）
  - 「レアケース 生活保護課の殺人事件簿」（2014年3月5日） - 石坂壯馬
  - 「負け組法律事務所〜沈黙する証人〜」（2015年1月28日） - 寺家卓也
- 念力家族（2015年3月30日 - 9月14日、NHK教育） - 山田誠司
- 歴史秘話ヒストリア『俺たちノブナガ親衛隊』（2015年4月8日、NHK綜合） - 織田信長
- 極樂天使（2016年4月23日 - 6月18日、日本電視台）- 松本
- 假面騎士EX-AID 第4話・第22話（2016年10月23日・2017年3月12日、朝日電視台）- 西脇嘉高
- 踊る大空港、或いは私は如何にして 踊るのを止めてゲームの ルールを変えるに至ったか。（2016年11月 - 、ネスレシアター） - 木山和人
- 謊言戰爭 第3話（2017年1月24日、關西電視台）
- 人渣的本願（2017年1月 - 4月、富士電視台 / FOD） - 桐嶋篤也
- FIVE（日语：ファイブ (ふるかわしおりの漫画)）（2017年7月 - 8月、富士電視台 / FOD） - 矢内小次郎 役
- 路人超能100（2018年1月 - 4月、東京電視台） - 枝野剛
- 絕美食之路（日语：絶メシロード） 第3話（2020年2月8日、東京電視台）
- 他愛上我的理由（日语：彼が僕に恋した理由）（2020年8月10日 - 8月31日、TOKYO MX）
- 八月在夜晚的棒球打擊場（日语：八月は夜のバッティングセンターで。） 第4話（2021年7月29日、東京電視台）- 宮本保
- 量產型璃子～女子的塑膠模型人生組裝記～（2022年8月19日、東京電視台）- 多田
- 真相在耳邊（日语：真相は耳の中） 第7話（2022年12月3日、東京電視台）- 冴木翔
- 特搜9 season7 第1話（2024年4月3日、朝日電視台）- 大園翼
- 我們還不懂那顆星球的校規（2025年7月14日 - 、關西電視台・富士電視台）- 永井玄也

### 網路劇
- 超級銀河格鬥 新世代英雄（2019年、YouTube）- 超人力霸王銀河（聲）
- 想談一場偶像劇般的戀愛系列（2020年1月25日 - 4月11日、ABEMA） - Takuya
- 超級銀河格鬥 命運的衝突（2021年 - 2022年、YouTube）- 超人力霸王銀河（聲）
- 覆面D（日语：覆面D） 第4話（2022年10月29日、AbemaTV）- 弘道

### 電影
- 鋼管舞男孩☆（日语：ポールダンシングボーイ☆ず）（2011年）- Takuya
- JOKER GAME（2012年）- 橫山直哉
- 忍者亂太郎 暑假作業宿題大作戰!之段（2013年）
- 超人力霸王系列（松竹）
  - 超人力霸王銀河劇場Special（2013年9月7日）- 禮堂光
  - 超人力霸王銀河劇場Special 超極怪獸☆英雄大亂戰（2014年）- 禮堂光
  - 超人力霸王銀河S：決戰！超人10勇士！（2015年）- 禮堂光
  - 超人力霸王X來了！我們的超人力霸王（2016年） - 超人力霸王銀河（聲）
  - 超人力霸王Orb 絆之力，請借我一用吧！（2017年） - 超人力霸王銀河（聲）
  - 超人力霸王大河:新世代巔峰戰（2020年）- 禮堂光/超人力霸王銀河（聲）
- 明明不喜歡（好きでもないくせに）（2016年9月3日）- 川野陸
- HE-LOW_THE_FINAL（2022年）

### 舞台劇
- 金ない、愛ない、屋根はある（2011年6月）
- 少年探偵団（2011年10月）飾演 野呂一平
- abc★赤坂ボーイズキャバレー SpinOff　『3回裏！』〜自分に喝を入れて勝つ!〜（2012年9月）飾演 曽我部仁[5]
- Dステ12th「TRUMP」（2013年1月 - 2月）飾演 モロー/スチューデント・マチス

### 綜藝節目
- D2のメシとも!（2011年8月 - 9月、朝日放送）
- Oha Suta（2011年11月8日 - 2012年3月27日、東京電視台）星期二、星期五主持人、於「微笑向上委員會 拓哉」
- TV、局中法度!（日语：TV・局中法度!）（2012年10月 - 2013年3月、神奈川電視台・千葉電視台・埼玉電視台・SUN電視台）飾演 馬詰柳太郎

## 外部連結
- WE!マイページ 根岸拓哉 - （日語）
- 根岸拓哉 BLOG - 個人博客 （日語）